# Oil and Natural Gas Corporation
Oil and Natural Gas Corporation (ONGC) est une entreprise indienne qui fait partie de l'indice boursier BSE Sensex.

## Historique
En mars 2016, Rosneft vend une participation de 35 % dans le gisement de Vankor à ONGC, Oil India, Indian Oil et Bharat Petroleum ; ONGC détenant déjà 15 % du projet depuis 2015. Dans le même temps, Oil India, Indian Oil et Bharat Petroresources annonce l'acquisition à Rosneft de 30 % du gisement de Taas-Yuriakh.
En janvier 2018, ONGC annonce l'acquisition d'une participation majoritaire de 51,1 % dans Hindustan Petroleum (HPCL) pour 5,78 milliards de dollars .

## Controverse

### Les liens commerciaux d'ONGC avec la Russie
Oil and Natural Gas Corporation (ONGC) a été critiquée pour avoir maintenu ses opérations en Russie malgré les sanctions internationales imposées après l'invasion de l'Ukraine par la Russie en 2022. L'entreprise continue de vendre du pétrole brut Sokol russe aux raffineurs indiens, suscitant des inquiétudes quant à son rôle dans le soutien au secteur énergétique russe.